# Wilhelm Busch
Heinrich Christian Wilhelm Busch dit Wilhelm Busch (Wiedensahl, 15 d'abril del 1832 - Mechtshausen, 9 de gener del 1908) va ser un pintor, dibuixant i poeta alemany.
Va començar estudiant la construcció de màquines, i després a les Acadèmies de Belles Arts de Düsseldorf, Antwerpen i Múnic. Va ser conegut principalment per les seves històries satíriques en dibuixos, escrites en vers. La més famosa d'elles, Max i Moritz (Max und Moritz), es considera la precursora de les modernes tires còmiques.